# Квашення

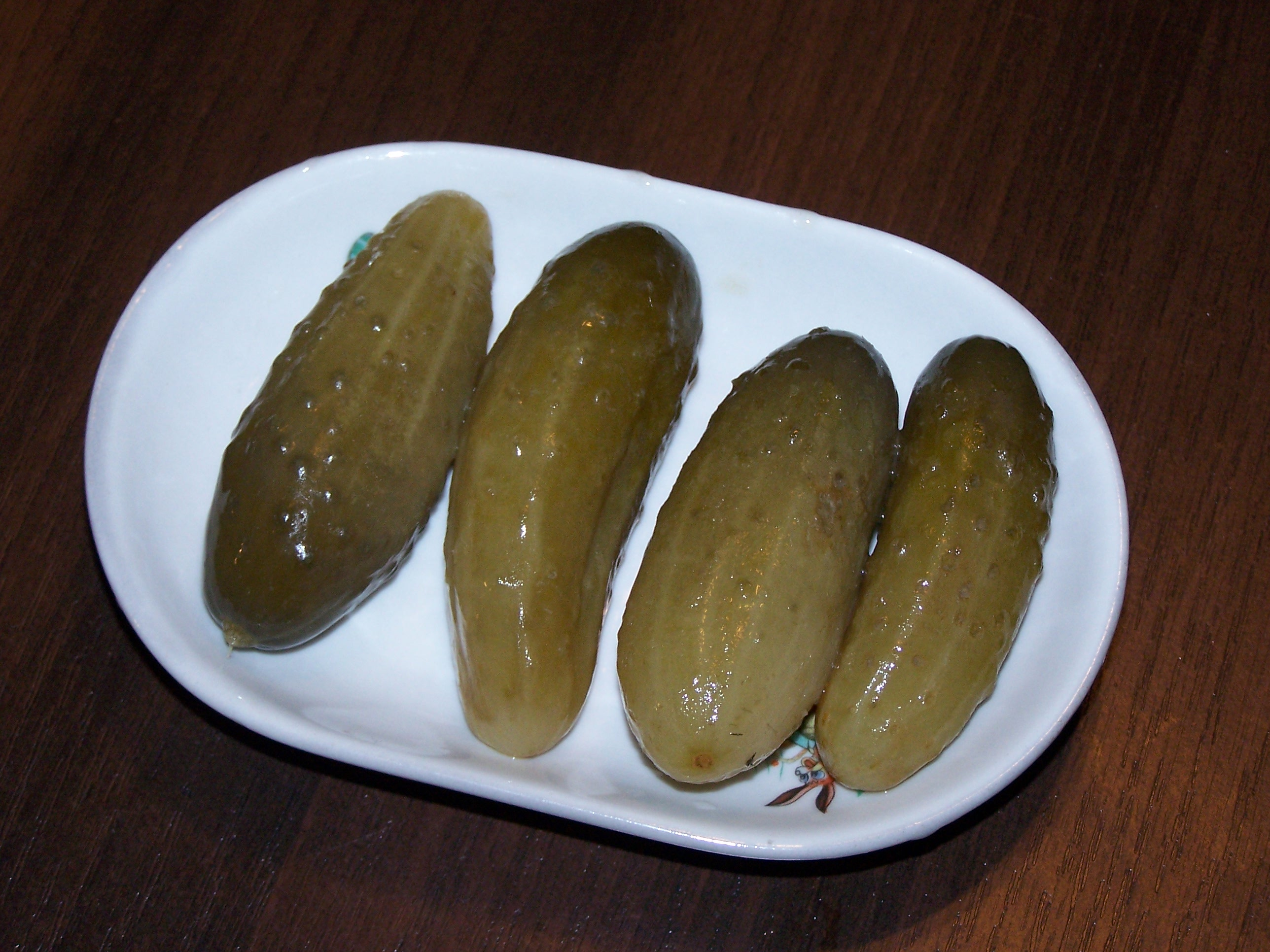
Квашені огірки

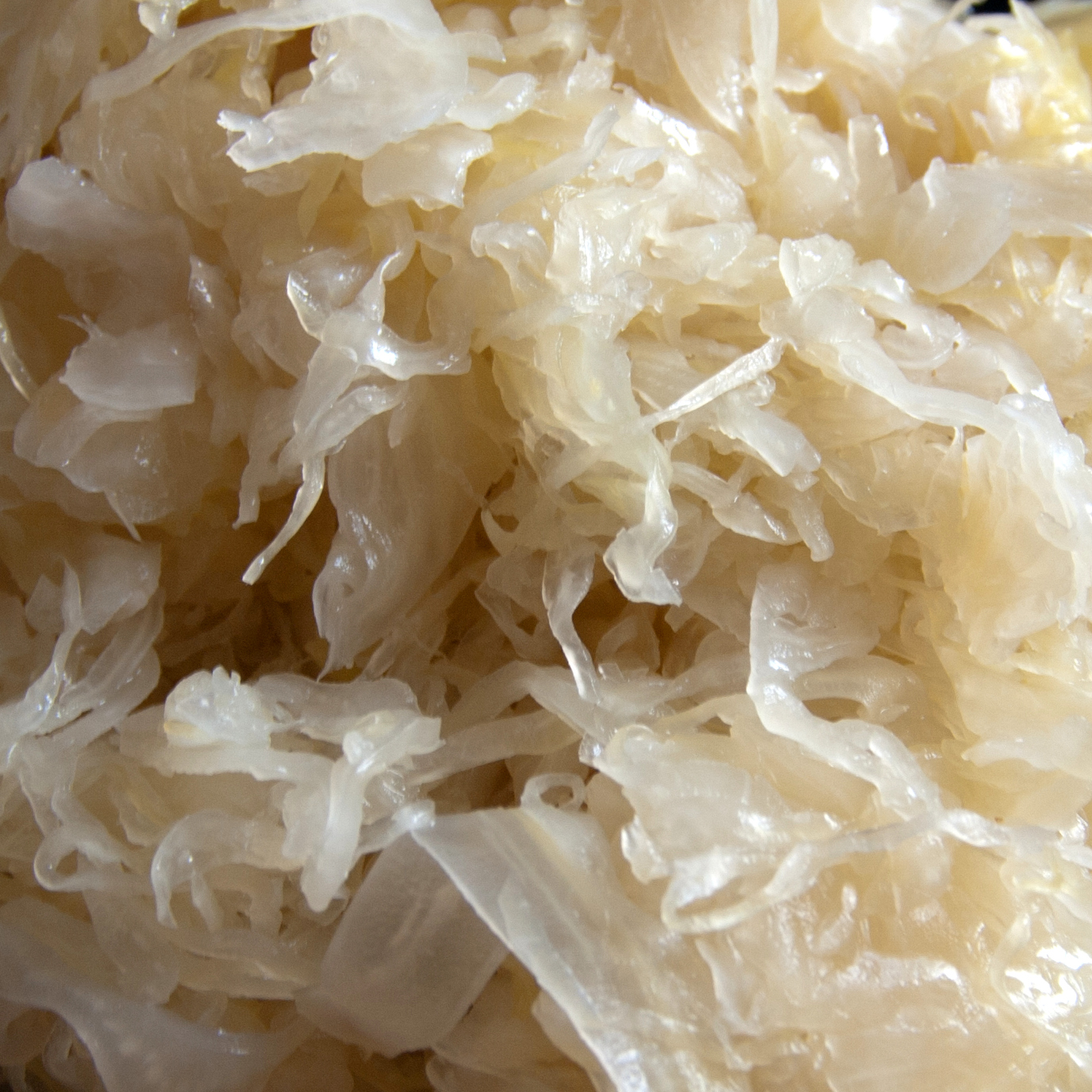
Квашена капуста

Ква́шення — вид переробки овочів, біотехнологія переробки овочів, простий і ефективний спосіб збільшити термін зберігання певних продуктів, біохімічний процес консервування овочів, що ґрунтується на молочнокислому бродінні, під час якого утворюється молочна кислота, що є консервантом овочевої продукції. В основному квасять капусту, огірки, помідори та буряк. У російських народів Печорського і Пермського краю квасили рибу.
Квашення — давня традиція зберігання харчів; за умови герметичності, затемнення та потрібної температури, вони не псуються місяцями. Ферментація як метод збереження харчових продуктів відома людству уже тисячі років.
У минулому капусту і огірки квасили без застосування солі. Згодом, огірки стали зберігати заливаючи їх розчином солі. Пізніше, сіль стали використовувати і при квашенні капусти.
Нині між методами квашення і соління принципової різниці немає, так як в обох випадках консервантами є молочна кислота і сіль.
Квашення є найбільш давнім способом консервування овочевих продуктів для приготування сезонних запасів (здебільшого на зиму), яким найчастіше користувалися у ХІХ ст., оскільки у ХІХ ст. переважав рослинний характер харчування.
При квашенні продукції додають сіль, прянощі. Залежно від температури, квашення може проходити від кількох днів до кількох місяців.
Для зберігання квашення, коренеплодів та овочів використовували заглиблену в землю споруду — льох («погріб»).

## Біохімія
У процесі квашення за допомогою молочно-кислого бродіння колоїди клітинної тканини під дією солі і кислоти частково руйнуються або незворотно коагулюють, сильно набухаючи. Це призводить до втрати клітиною життєвих функцій, внаслідок в ній зупиняються всі біохімічні процеси гідролітичного і окиснювального характеру, властиві живій тканині. Під дією солі і кислоти зупиняється або гальмується життєдіяльність більшості мікроорганізмів (гнилистих бактерій і багатьох плісняв), дія яких у звичайних умовах призводить до псування овочів.
Овочі солять і квасять, використовуючи в основному самовільне бродіння при якому участь бере вся епіфітна мікрофлора овочів. Тому, при квашенні участь беруть не лише молочнокислі бактерії, а й дріжджі, маслянокислі і оцтовокислі бактерії, бактерії групи coli aerogenes тощо. Молочнокислі бактерії, які беруть участь в процесі, різняться за силою кислотоутворення і умовами розвитку. Одні з них виділяють гази, інші перетворюють цукор в молочну кислоту без виділення газів; деякі бактерії виробляють ароматичні речовини — складні ефіри. В огірках інколи зустрічається довга паличка B.abderhaldi, яка викликає ослизнення розсолу, робить його тягучим.
Бактерії, що залишилися в продукті квашення, називаються лактобактерії, вони зберігають їстівні якості овочів і надають їм пікантного смаку, який подобається багатьом людям. Ці бактерії для людей не ворожі — навпаки, вони корисні для травлення і для здоров'я, наш шлунково-кишковий тракт потребує їх, щоб боротися зі шкідливими бактеріями, поновлювати баланс в імунній системі і сприяти повноцінній роботі всього організму.

## Галерея

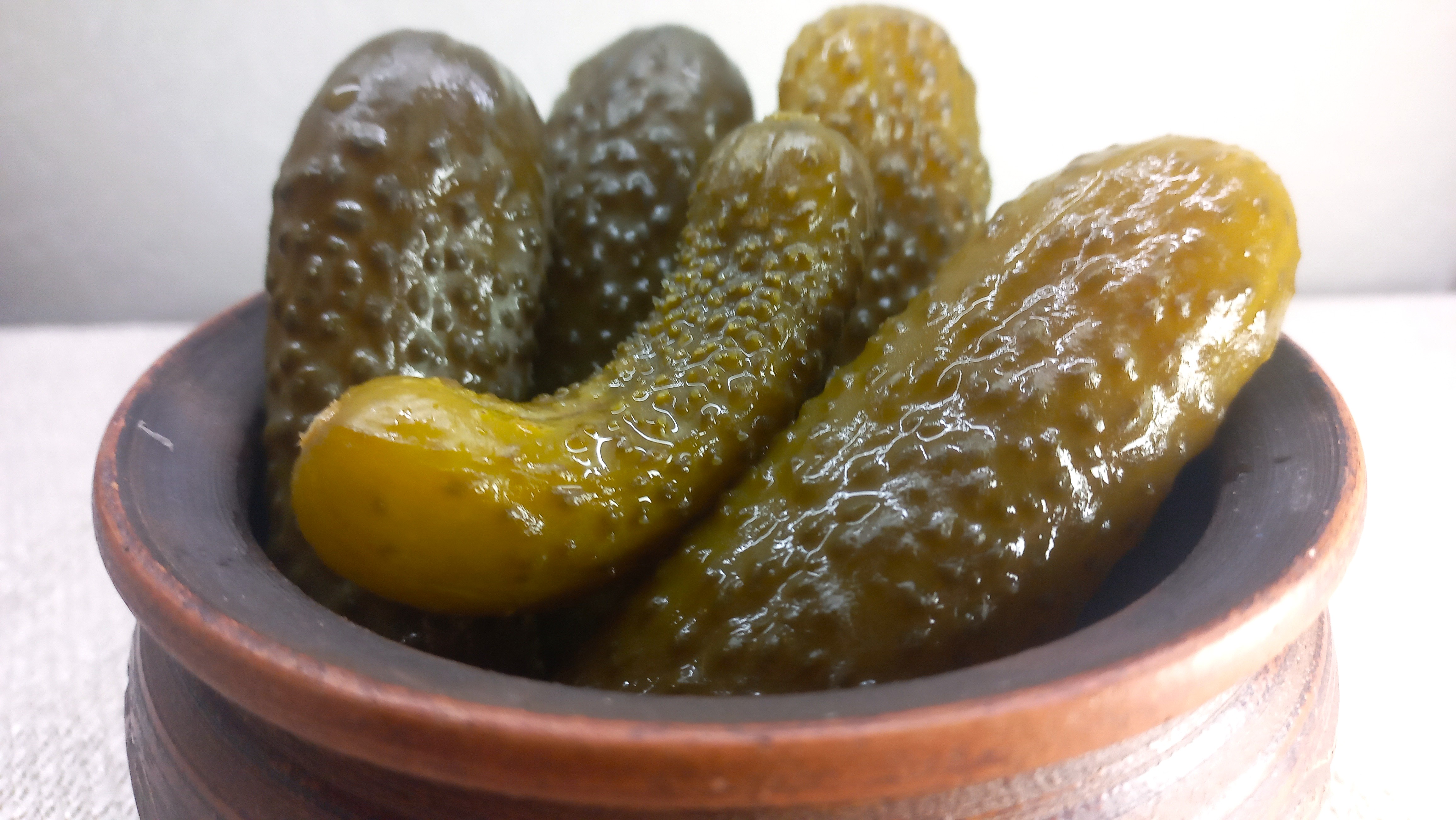
Квашені огірки
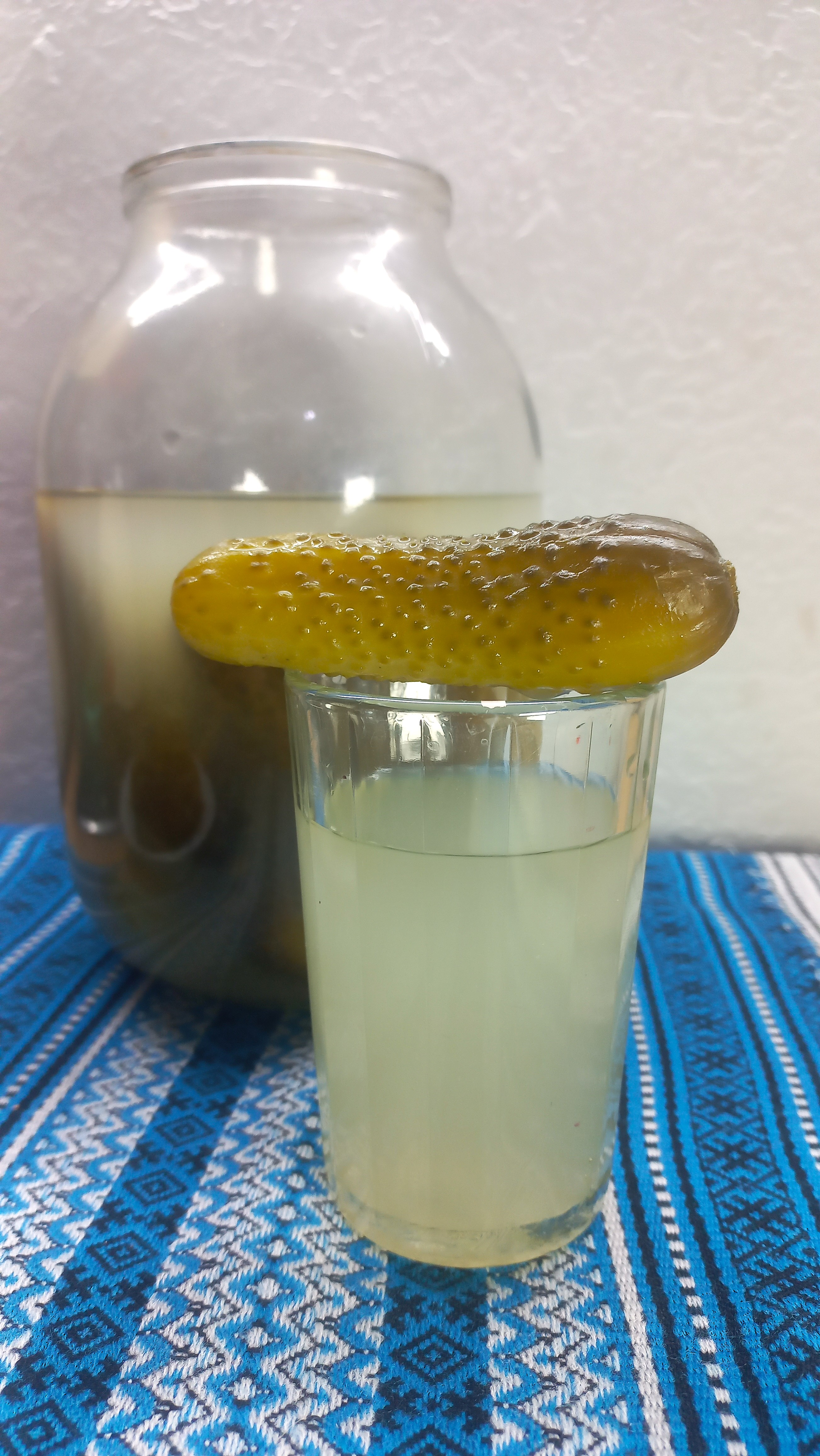
Квашений огірок з розсолом
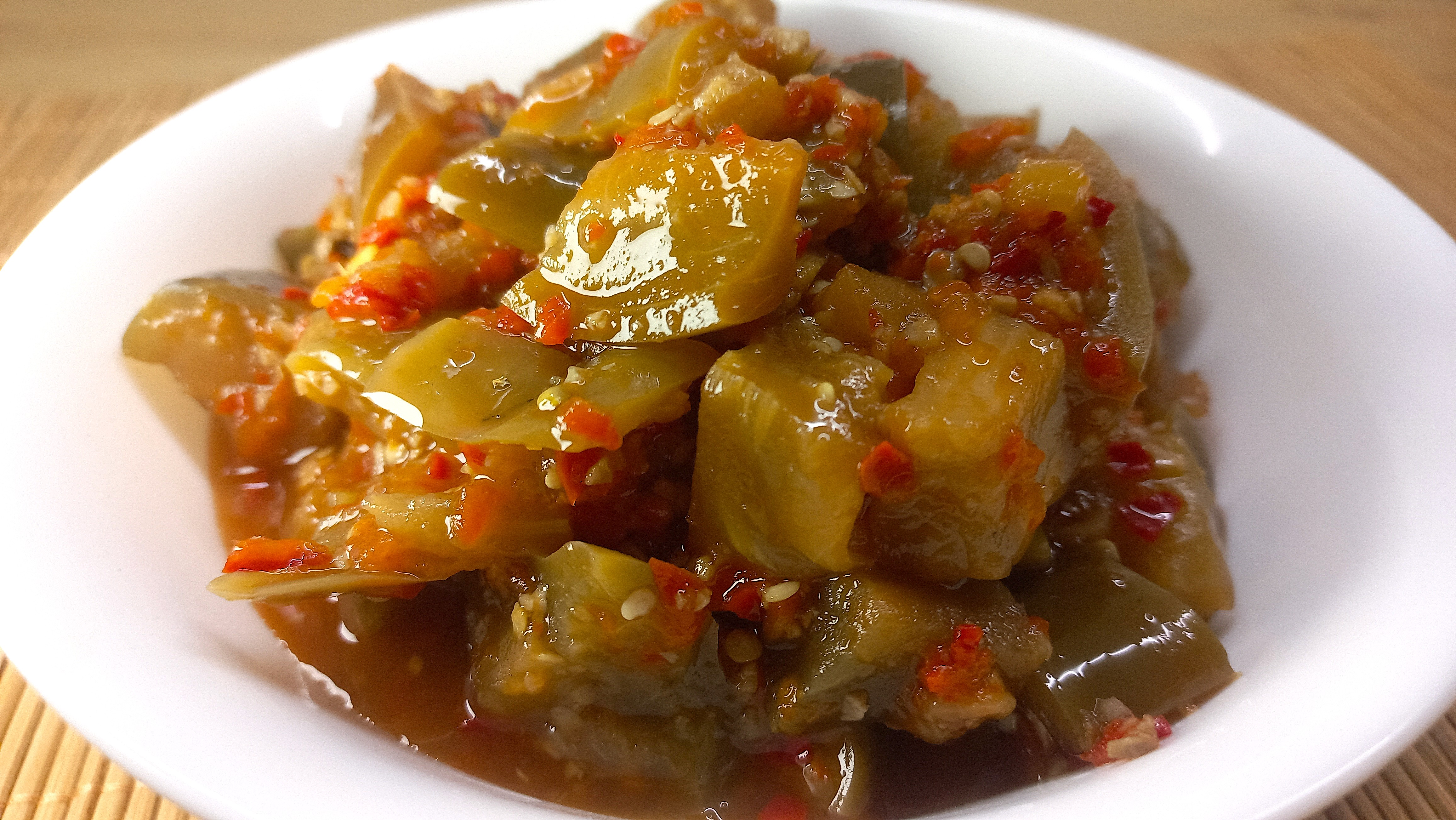
Квашені баклажани з гострим перцем